# Rodovia A38
A rodovia A38, parte do que também é conhecida como a via expressa de Devon, é um grande tronco rodoviário da classe A na Inglaterra. Partes consideráveis da estrada corre pela Midlands ocidentais seguem pròxima as estradas romanas.